# Họ Song giáp
Họ Song giáp (danh pháp khoa học: Didymelaceae) là một họ thực vật có hoa. Họ này được tương đối nhiều nhà phân loại học công nhận, ít nhất là trong vài thập kỷ cuối của thế kỷ 20.
Trong hệ thống Dahlgren người ta xếp họ này trong siêu bộ Malviflorae (hoặc Rosiflorae?); bộ Euphorbiales (hoặc Buxales?). Hệ thống Cronquist xếp nó trong phân lớp Hamamelidae; bộ Didymales. Hệ thống APG II năm 2003 không công nhận họ này, các loài trong họ được gộp chung trong họ Hoàng dương (Buxaceae). Tuy nhiên, APG II cho phép một tùy chọn tách riêng họ này ra; và khi đó nó không đặt trong bộ nào mà chỉ được xếp như là nhánh cơ sở của thực vật hai lá mầm thật sự (eudicots).
Điều này là sự thay đổi nhỏ so với hệ thống APG năm 1998, trong đó người ta công nhận họ này với cùng một kiểu sắp xếp như trên.
Họ này chỉ chứa 1 chi là Didymeles, với 2-3 loài (Didymeles integrifolia, Didymeles madagascarensis, Didymeles perrieri) đã biết là các cây gỗ thường xanh, chỉ có ở Madagascar và quần đảo Comoro. Họ Didymelaceae có thể nhận biết nhờ các lá trông hơi khô màu ánh lục, mép nhẵn, mọc vòng, lớp lông gồm các vảy nhỏ, các hoa nhỏ với hoa đực có hai bao phấn hướng ngoại và hoa cái với một lá noãn có núm nhụy dài, mọc xiên.